# GOCE

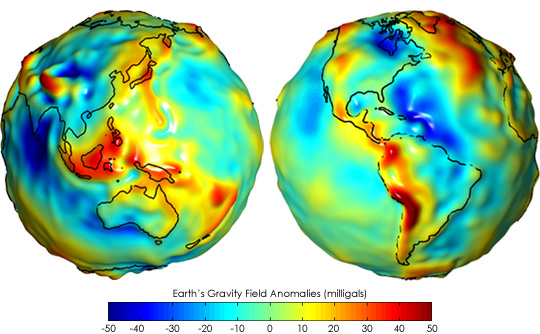
Гравитационная модель Земли по версии спутника GRACE. Отклонения сильно преувеличены.

Спутник GOCE (англ. Gravity Field and Steady-State Ocean Circulation Explorer — «исследователь гравитационного поля и установившихся океанских течений», произносится как «Го́че») — научно-исследовательский спутник, проект ЕКА. Запущен 17 марта 2009 года, прекратил существование 11 ноября 2013 года. Главной полезной нагрузкой спутника был электростатический гравитационный градиометр, состоявший из 6 акселерометров и предназначавшийся для изучения гравитационного поля Земли и геоида.
Стрелообразная форма спутника, а также его «плавники», помогали спутнику сохранять ориентацию и уменьшали торможение в верхней атмосфере, которое довольно значительно на высоте его орбиты — около 260 км. Низкая орбита спутника и высокая точность акселерометров в 10−12 м/с² позволили к окончанию наблюдений улучшить точность определения геоида до 1—2 см на масштабах порядка 100 км. Для компенсации атмосферного торможения и других негравитационных воздействий на спутнике был установлен непрерывно работавший ионный двигатель, использовавший для создания импульса ионизированные атомы ксенона.
Данные со спутника GOCE нашли многочисленные применения, в том числе при изучении опасных вулканических регионов и прояснении поведения океана. Динамика океана являлась одной из главных целей спутника. Сопоставляя полученную информацию о форме геоида с информацией о высоте поверхности океана, полученной высотометрическими спутниками, учёные смогли проследить направление и скорость геострофических океанских течений.

## Запуск
Спутник GOCE успешно запущен 17 марта 2009 года с космодрома Плесецк при помощи ракеты-носителя Рокот на солнечно-синхронную орбиту с наклонением 96,70˚. Разделение спутника с последней ступенью ракеты-носителя произошло на высоте 283,5 км, что всего на 1,5 км меньше запланированной.

## Проверка спутниковых систем
К сентябрю 2009 года спутник спустился до номинальной орбиты высотой 254,9 км. Всё это время происходила проверка всех систем спутника, включая его ионный двигатель.

## Полученные результаты
29 июня 2010 года ЕКА обнародовало первые модели поля тяготения Земли, построенные по данным спутника GOCE. Несмотря на то, что для построения моделей использовались наблюдения, сделанные на протяжении только двух месяцев, точность полученных результатов на масштабах порядка 100 км превосходит точность всех более ранних моделей, основанных на многолетних наблюдениях посредством других гравиметрических спутников, включая спутниковую миссию GRACE.
С 31 марта по 1 апреля 2011 года в Мюнхенском техническом университете состоялось четвёртое международное рабочее совещание пользователей данных GOCE (4th International GOCE User Workshop). Там был анонсирован ряд моделей гравитационного поля Земли второго поколения. Для их построения использовались научные данные, полученные спутником GOCE на протяжении 6 месяцев, а также (в некоторых из представленных моделей) и другие гравиметрические данные, позволяющие моделям охватить больший диапазон пространственных масштабов. Было также объявлено, что запасов рабочего тела (ксенона) для ионных двигателей спутника хватит ещё примерно на два года работы.

## Окончание миссии
11 сентября 2013 года координатор проекта, сотрудник ЕКА Рюне Флоберхаген (Rune Floberghagen) сообщил, что запас ксенона на спутнике должен закончиться 16−17 октября ± 2 недели, после чего в течение трёх недель спутник войдёт в плотные слои атмосферы и сгорит.
21 октября 2013 года Европейское космическое агентство сообщило, что в баках аппарата осталось не более 350 грамм рабочего тела — ксенона, и после того, как он закончится, спутник начнёт сходить с орбиты.
В ночь с 10 на 11 ноября GOCE прекратил своё существование, сгорев в плотных слоях атмосферы. Последний раз контакт со спутником был установлен в 22:42 по UTC (2:42 по московскому времени), когда станция космической связи в Антарктиде получила с него телеметрическую информацию. В этот момент космический аппарат находился на высоте менее 120 километров, при этом температура его главного компьютера была около 80 градусов Цельсия, а батареи — около 84. По данным ЕКА, после этого момента связь с ним больше установить не удалось.